# Carlos Moreán
Carlos Roberto Moreán Corothie (Ciudad de México, México; 28 de julio de 1947-Caracas, Venezuela; 24 de octubre de 2017) fue un cantante, músico, arreglista, compositor y director de orquesta venezolano.

## Biografía
Nació en el Hospital Militar de Ciudad de México y sus padres lo nacionalizaron en el consulado de Venezuela poco después. Se dio a conocer al principio de su carrera musical en la década de 1960 con el grupo Los Darts (1964-1967) con el que grabó cuatro discos de larga duración que incluyeron grandes éxitos como «Tú la vas a perder», «Si estás triste», «Aquí, allá y donde sea» y «Ahora es tarde», todas versiones de éxitos de agrupaciones rock o pop de Inglaterra o Estados Unidos.
Con Los Darts, hizo innumerables presentaciones en radio y televisión; conciertos y giras por Venezuela, Curazao, Aruba y Estados Unidos (Nueva York, Baltimore y Washington D. C.).
Luego continuó su carrera como solista entre 1967 y 1971, grabando tres discos y participando en los festivales internacionales más importantes de Venezuela, Puerto Rico, México, Argentina, España y Portugal. Durante esa época trabajó junto al maestro Aldemaro Romero en el Festival Onda Nueva como cantante, arreglista, compositor y director. Participó como solista invitado en un LP del sello Onda Nueva de Aldemaro Romero interpretando el tema «Lady Burnett».
A partir de 1971 fue el director musical y director de la orquesta de «El Show de Renny Ottolina» y de «Renny Presenta». Además, hizo la música para los programas especiales «Renny en París» y el documental Churún Merú de 1972, que fue el primer programa trasmitido en color en la TV venezolana y la primera expedición venezolana en llegar al Saltó Ángel en el Parque nacional Canaima.
También fue director musical de importantes artistas, como El Puma José Luis Rodríguez (1971-1979), y acompañó a artistas nacionales e internacionales como Julio Iglesias, Trino Mora y Lucho Gatica.
En 1974 ganó la gaviota de plata en el Festival Internacional de la Canción de Viña del Mar (Chile) al mejor arreglo orquestal por «Aquel lugar», interpretada por José Luis Rodríguez, y en 1982 ganó el premio al mejor director y mejor arreglista en el Festival OTI en Lima, Perú, con el Grupo Unicornio, siendo la primera vez que Venezuela gana este prestigioso festival.
Entre 1973 y 1974 estudió en Berklee College of Music en Boston, EUA, y en 1979 cursó dirección de orquesta sinfónica en la «Accademia Musicale Chigiana» en Siena, Italia. A su regreso, se desempeñó como director musical y de orquesta de Venezolana de Televisión (Canal 8) durante 18 años (1974-1992). Durante este tiempo formó parte del grupo Los Cuñaos fundado por Alí Agüero integrado por cantantes de cuñas publicitarias. La primera cuña que grabó fue Cigarrillos Light. En el 1976 sale del grupo y en las noches tocaba en La Cebra, el primer sitio de Caracas donde entraban mujeres solas.
Compuso la música de largometrajes de cine con directores como Mauricio Walerstein, Julio Sosa, Marilda Vera y Alfredo Lugo, y de obras de teatro musicales. También hizo arreglos, dirección y composiciones para la grabación de más de 50 discos de diversos solistas, entre quienes se destacan José Luis Rodríguez, Mirla Castellanos, Mirtha Pérez, Trino Mora, Rosa Virginia Chacín, María Teresa Chacín, El Medio Evo, el grupo vocal infantil Las Voces Blancas, Unicornio, Valentino y Marco Antonio Muñiz. 
También incursionó en la música para publicidad, realizando más de mil trabajos en ese mundo para organizaciones como Banco Latino, CADA, Air France, Cigarrillos Life, Banco Federal, Helados Tío Rico, Helados EFE, Burger King, Schweppes (Panamá), Colita YA (Panamá), Banco Caracas, Hyundai, Ford, KLM, Salsa de Tomate Pampero, Cigarrillos Derby, Arroz Primor, Condimentos Iberia, Mc Cormick, Samsung, Supercuatro, Banco Caracas, Senokot, Curacao, etc. 
Además, realizó la música para diversas campañas electorales como las presidenciales de Carlos Andrés Pérez (primera presidencia), Diego Arria, Jaime Lusinchi, Teodoro Petkoff y Alfonso López Michelsen (Colombia); para las campañas como senador de José Antonio Pérez Díaz; de diputado para Carlos Tablante y Rhona Ottolina; para las campañas como gobernador de Carlos Tablante (Aragua), Walter Márquez (Táchira), Luis Homez (Zulia), Argelia Laya (Miranda) y para alcalde de Oscar Rincón (Maracaibo).
Carlos Morean también perteneció al grupo de música humorística El Medio Evo, con el que grabó cinco discos y alcanzó el récord de ventas de discos en Venezuela. 
Participó en la «Semana de Jazz Sinfónico» como director de la Orquesta Sinfónica de Venezuela y compositor de la obra «Tres Estudios de Jazz Sinfónico».
Después de varios meses hospitalizado, y aquejado por la enfermedad de Alzhéimer, falleció en la ciudad de Caracas el 24 de octubre de 2017.

## Relaciones sentimentales
Carlos Moreán contrajo matrimonio con la ex Miss Venezuela María de las Casas McGill, con quien tuvo dos hijos antes de divorciarse, Carlos Herman y Johann Sebastián. En 1998 Johann Sebastián fundó y dirigió la radio 100.7 FM, además de ser productor de cine, siguiendo la tradición familiar, mientras que Carlos Hermán tiene un alto cargo en un banco internacional. Luego se casaría con la primera actriz Carlota Sosa (junto a quien tuvo a su tercer hijo, Julio) y con Desirée Rolando, Miss Venezuela 1973.